# Hudsonelpidia brevirostris
Hudsonelpidia brevirostris è un rettile marino estinto, appartenente agli ittiosauri. Visse nel Triassico superiore (Norico, circa 210 milioni di anni fa) e i suoi resti fossili sono stati ritrovati in Canada.

## Descrizione
Questo ittiosauro era di piccole dimensioni, e la lunghezza non doveva raggiungere i due metri. Il muso era corto, mentre le orbite erano molto grandi. Le spine neurali anteriori erano molto allungate, mentre le emapofisi erano ancora ossificate. Sembra che le zampe anteriori e posteriori fossero dotate di quattro dita; l'ischio e il pube erano allungati e sottili; la tibia era ancora piuttosto allungata.

## Classificazione
Hudsonelpidia brevirostris è noto esclusivamente per l'olotipo, uno scheletro quasi completo comprendente anche il cranio. Questo fossile venne ritrovato nella località di Jewitt Spur nella formazione Pardonet, risalente al Norico medio, lungo la costa settentrionale del lago Williston. I fossili vennero descritti inizialmente nel 1995 da Chris McGowan.
Attualmente Hudsonelpidia è considerato un rappresentante basale del clade Parvipelvia, un gruppo di ittiosauri tipici del Giurassico e del Cretaceo; Hudsonelpidia è una forma anticipatrice di gran parte degli ittiosauri successivi. Dalla stessa formazione rocciosa che ha restituito i resti di Hudsonelpidia provengono i fossili di un altro Parvipelvia basale, Macgowania, di dimensioni maggiori.